# Kinnbäcksfjärdens naturreservat
Kinnbäcksfjärdens naturreservat är ett naturreservat i Skellefteå kommun i Västerbottens län.
Området är naturskyddat sedan 2024 och är 4 647 hektar stort. Reservatet ligger norr om Byske och omfattar ett område vid kusten med vatten, öar och strandområden. Det består av marina miljöer och kustlövskogar och barrblandskogar